# Saint-Marc (Haiti)

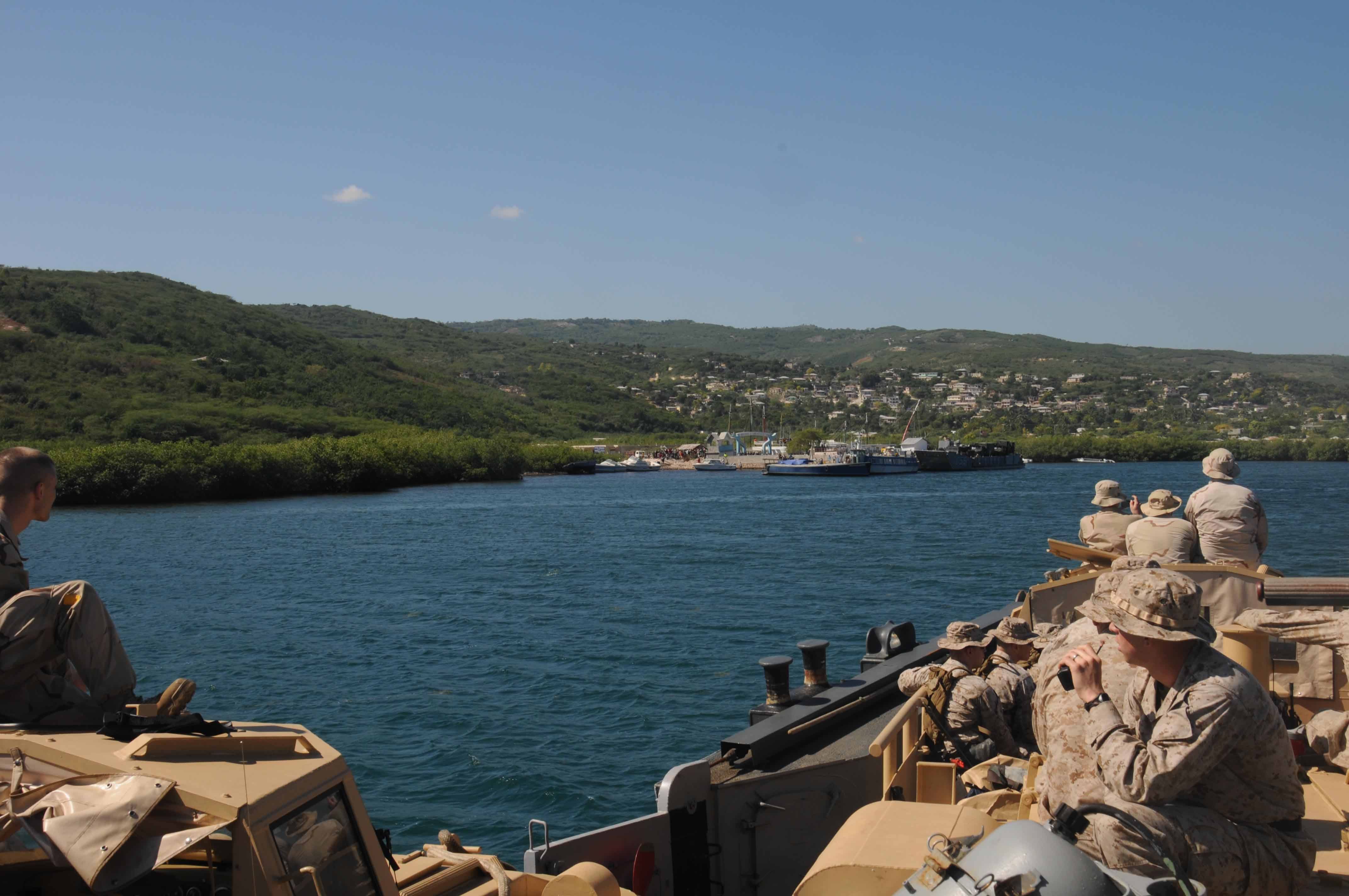
US Navy in Saint-Marc nach dem Erdbeben 2010

 Saint-Marc (Haitianisch-Kreolisch Sen Mak) ist eine Hafenstadt im Département Artibonite im Norden von Haiti. Die Stadt liegt an der Straße 1 bzw. 100 rund 80 Kilometer nordwestlich der haitianischen Hauptstadt Port-au-Prince. Im Jahr 2009 lebten in Saint-Marc 127.747 Einwohner. In der gesamten Gemeinde lebten 2009 mehr als 242.000 Menschen. 
Neben dem Hafen – einem der wichtigsten des Landes – und den Kirchen Saint-Marc (katholisch), der Adventisten-Kirche und der Baptisten-Kirche befinden sich in Saint-Marc acht Schulen, das St. Nicolas Hospital, eine Destillerie, ein Gefängnis, ein Friedhof, ein Fußball- und ein Footballplatz sowie die Place Publice.

## Geschichte
Die Stadt wurde 1695 von den Franzosen in der Nähe einer alten Siedlung der Taíno gegründet. 1905 baute die Compagnie Nationale eine 100 km lange Eisenbahnstrecke zwischen Port-au-Prince und Saint-Marc.
Im Jahr 2004 kam es in Haiti zu schweren Zusammenstößen zwischen Regierungsgegnern und den Sicherheitskräften. Im Februar 2004 sollen während der Unruhen 50 Oppositionelle in Saint-Marc getötet worden sein. Der frühere haitianische Premierminister Yvon Neptune wurde deshalb im Juni 2004 unter dem Vorwurf, das Massaker in Saint-Marc angeordnet zu haben, verhaftet.
Am 3.  Oktober 2024 verübte die Bande „Gran Grif“ in dem kommunalen Bezirk Pont-Sondé ein Massaker, bei dem über 70 Personen ums Leben kamen. Dutzende Behausungen wurden abgebrannt und etliche Fahrzeuge zerstört.

## Söhne und Töchter
- Hector Hyppolite (1894–1948), Maler
- Marc Bazin (1932–2010), Politiker, 1992/93 kommissarischer Präsident von Haiti
- Smarck Michel (1937–2012), Geschäftsmann und Politiker,  Premierminister
- Guy Alexandre (1945–2014), Diplomat
- Max Leroy Mésidor (* 1962), römisch-katholischer Geistlicher und Erzbischof von Port-au-Prince
- Garcelle Beauvais (* 1966), in die USA ausgewanderte Schauspielerin
- Ricardo Adé (* 1990), Fußballspieler
- Yves Cherubin (* 1999), Hürdenläufer